# Klaineanthus
Klaineanthus é um género botânico pertencente à família Euphorbiaceae.

## Espécies
- Klaineanthus gaboniae (Pierre)

## Nome e referências
- Klaineanthus Pierre ex Prain